# Contea di Qingshuihe
La contea di Qingshuihe (清水河县S, Qīngshuǐhé XiànP) è una contea della Cina, situata nella regione autonoma della Mongolia Interna e amministrata dalla prefettura di Hohhot.